# ادگاردو دیاز (بازیکن فوتبال)
ادگاردو دیاز (انگلیسی: Edgardo Díaz؛ زادهٔ ۱۹ ژانویهٔ ۱۹۸۸) بازیکن فوتبال اهل آرژانتین است.
از باشگاه‌هایی که در آن بازی کرده‌است می‌توان به باشگاه فوتبال جیمناسیا لاپلاتا اشاره کرد.